# Bund Deutscher Kriminalbeamter
Der Bund Deutscher Kriminalbeamter (Abk.: BDK oder bdk) ist ein gewerkschaftlicher Berufsverband der Angehörigen der deutschen Kriminalpolizei und aller in der Kriminalitätsbekämpfung Beschäftigten im öffentlichen Dienst. Er ist ein selbständiger, parteipolitisch unabhängiger Berufsverband, unterliegt keinen dachgewerkschaftlichen Einflüssen und vertritt laut eigenen Angaben 15.000 Kriminalbeamte in Deutschland.

## Tätigkeitsprofil
Der BDK setzt sich für die wirtschaftlichen, beruflichen, sozialen und kulturellen Interessen seiner Mitglieder ein. Nach seiner Selbstdarstellung leistet der Verband durch sein Wirken im politischen Raum, in der Öffentlichkeit und in der polizeilichen Organisation einen Beitrag zur Entwicklung einer praxisnahen, realistischen und fortschrittlichen Kriminalitätsbekämpfung. Der Verband vertritt die Auffassung, dass seine Vorschläge auf den Erfahrungen der täglichen Auseinandersetzung mit Kriminalität, ihren Ursachen und Wirkungen sowie der Kenntnis und der Anwendung professioneller Kriminalistik basieren.

## Geschichte
Am 28. September 1968 gründeten die beiden Kriminalisten Günter Tausch und Willi Knop in Nordrhein-Westfalen den Berufsverband der Kriminalpolizei, da sich viele Kriminalisten nicht mehr durch die Gewerkschaft der Polizei (GdP) vertreten sahen und die Kriminalpolizei in anderen Gewerkschaften eine Minderheit war. Daraus resultierend wurden oft die spezifischen Anliegen der Kriminalisten Mehrheitsverhältnissen geopfert. Getragen von der Vorstellung, dass nur Kriminalisten für Kriminalisten fachkompetent argumentieren könnten und nur Einigkeit auch Minderheiten starkmache, stellte die neugegründete Berufsorganisation ihre Arbeit unter das Ziel einer gerechten Bewertung der kriminalpolizeilichen Arbeit. Erste Forderung war dabei die Einführung der zweigeteilten Laufbahn für die Kriminalpolizei, d. h. die Überführung des kompletten mittleren Dienstes in den gehobenen Dienst unter entsprechender Besoldungserhöhung.
Nachdem der 1972 ins Amt gekommene und für seine provokativen Aktionen bekannte BDK-Bundesvorsitzende Rolf Grunert 1978 als Spion der DDR-Staatssicherheit enttarnt worden war, übernahm der bisherige Bundesgeschäftsführer Ingo Herrmann das Amt und übte es bis 1990 aus. Kurz nach der Wende in der DDR und noch vor der Wiedervereinigung betrieb er – anfangs auf informeller Ebene – die Ausdehnung des BDK in die neuen Länder – eine Strategie, die sein Nachfolger Eike Bleibtreu fortsetzte.
Bleibtreus 2003 ins Amt gewählter Nachfolger Klaus Jansen wurde am 21. September 2011 nach massiver Kritik an seinem Führungsstil auf Betreiben mehrerer Landesverbände des BDK von seinem Amt entbunden. Seitdem führt André Schulz (* 1970) zunächst kommissarisch die Geschäfte des Vorsitzenden und wurde auf dem 14. Bundesdelegiertentag 2013 in Suhl mit 94,3 % der Stimmen in seinem Amt bestätigt.
Im Juni 2012 warf Schulz dem NSU-Untersuchungsausschuss des Bundestages  „postmortale Klugscheißerei“ vor, was ihm den harschen Vorwurf des Ausschussvorsitzenden einbrachte, er habe ein „absurdes Rechtsstaatsverständnis“ und ein „gestörtes Verhältnis zur parlamentarischen Demokratie und zur Kontrollaufgabe von Abgeordneten“.

## Bundesvorsitzende des BDK
- 1969–1972: Johannes Reiter
- 1972–1978: Rolf Grunert
- 1978–1990: Ingo Herrmann
- 1990–2003: Eike Bleibtreu
- 2003–2011: Klaus Jansen
- 2011–2018: André Schulz
- 2018–2021: Sebastian Fiedler[9][2]
- seit 2021: Dirk Peglow[2]

## Struktur
Der BDK hat Landesverbände in allen Bundesländern, den Verband „Bundeskriminalamt“ für alle Bedienstete des Bundeskriminalamt (BKA) sowie den Verband „Bundespolizei“ für die Bediensteten der Bundespolizei, der Zollfahndung und die Feldjäger der Bundeswehr.
| Landesverband /Verband | Sitz der Landesgeschäftsstelle | Vorsitzende/r               |
| ---------------------- | ------------------------------ | --------------------------- |
| Baden-Württemberg      | Sinsheim                       | Steffen Mayer               |
| Bayern                 | Fürth                          | Robert Krieger              |
| Berlin                 | Berlin                         | Dorotea Sevelj              |
| Brandenburg            | Berlin                         | Anja Penßler-Beyer          |
| Bremen                 | Bremen                         | Petra Rump                  |
| Hamburg                | Hamburg                        | Jan Reinecke                |
| Hessen                 | Wiesbaden                      | Dirk Peglow                 |
| Mecklenburg-Vorpommern | Rostock                        | Eike Bone-Winkel (kommiss.) |
| Niedersachsen          | Hannover                       | Jürgen Schubbert (kommiss.) |
| Nordrhein-Westfalen    | Düsseldorf                     | Oliver Huth                 |
| Rheinland-Pfalz        | Boppard                        | Christian Soulier           |
| Saarland               | Saarbrücken                    | Helge Stoll                 |
| Sachsen                | Dresden                        | Peter Guld                  |
| Sachsen-Anhalt         | Magdeburg                      | Peter Alexander Meißner     |
| Schleswig-Holstein     | Kiel                           | Stephan Nietz               |
| Thüringen              | Erfurt                         | Jan Malik                   |
| Bundeskriminalamt      | Meckenheim                     | Stefan Packeiser            |
| Bundespolizei/Zoll     | Berlin                         | Thomas Mischke              |

## Verbandszeitschrift
Die Verbandszeitschrift der kriminalist erscheint zehnmal im Jahr mit jeweils einer Doppelausgabe im Sommer und im Winter. Chefredakteur ist Rolf Jaeger.

## Kernforderungen
Der BDK-Bundesverband hat auf seiner Homepage Kernforderungen formuliert, die sich mit den Themen Berufsbild, Personal, Aus- und Fortbildung, Laufbahnrecht, Besoldungsrecht und Tarifverträge, Organisation, Ausstattung und Technik, Führung und Mitbestimmung, Recht und Kriminalpolitik befassen.
- Die ständig ansteigenden Anforderungen an eine moderne Kriminalitätsbekämpfung erfordern ein eigenständiges kriminalistisch orientiertes Berufsbild für die Kriminalpolizei.

- Verstärkte Einstellung von externen Bewerbern direkt in die Kriminalpolizei. Übernahme geeigneter oder spezialisiert vorgebildeter Bewerber aus der Schutzpolizei. Einstellung von Deutschen mit Migrationshintergrund und Ausländern in die Kriminalpolizei. Erhöhung des Anteils der Kriminalpolizei an der Gesamtpolizei. Vermehrte Einstellung von Tarifbeschäftigten zur Unterstützung der kriminalpolizeilichen Sachbearbeitung.

- Bundeseinheitliche Standards für die Aus- und Fortbildung der Kriminalpolizei. Verwendungsorientierte Ausbildung von Schutz- und Kriminalpolizei (Modularisierung der Ausbildung). Einrichtung von regionalen, länder- und grenzübergreifenden kriminalistischen Kompetenzcentern (KKC) bei der Fortbildung. Verstärktes Lehrangebot an Fremdsprachen. Sacharbeiter-/Ermittlerfortbildung an internationalen und europäischen Einrichtungen.

- Einstiegsamt A11 für die kriminalpolizeiliche Sachbearbeitung, für herausgehobene Sachbearbeitung das Amt A13.

- Bundeseinheitliche Bezahlung für Beamte und Tarifbeschäftigte. Anpassung der Beamtenbesoldung und der Versorgungsbezüge in den neuen Ländern an Westniveau.

- Aufgabenorientierte Polizeiorganisation. Bundesweit einheitlicher Organisationsaufbau und bundesweit einheitliche Organisationsbezeichnung der Kriminalpolizei. Gewährleistung qualifizierter tatort- und tatzeitnaher Kriminalitätssachbearbeitung. Leitung von Kriminaldienststellen nur durch Kriminalisten mit Fach- und Führungsqualifikation. Aufbau einer Kriminalpolizei des Bundes. Ausbau von EUROPOL als Analyse- und Servicedienststelle, Stärkung der Ermittlungskompetenzen / Möglichkeit der Ermittlungsinitiierung.

- Kompatible und zertifizierte Standards bei der technischen Ausstattung auf nationaler und internationaler Ebene.

- Eigene Personalvertretungen für die Kriminalpolizei. Leitbildgerechte Führung.

- Vereinheitlichung der Polizeigesetze der Länder. Anpassung des materiellen und formellen Rechts an die Erfordernisse der modernen Kriminalitätskontrolle auch auf EU-Ebene.

- Gewährleistung des Schutzes vor Kriminalität als deutsches und europäisches Verfassungsziel. Stärkung der Stellung der Kriminalitätsopfer in Gerichtsverfahren.

## Positionen

### Rockerkriminalität
Der BDK setzt sich für die Bekämpfung der polizeirelevanten Rockerkriminalität ein und nennt den erforderlichen polizeilichen Ansatz die „Bekämpfungsstrategie der kleinen und großen Nadelstiche“.
Der BDK spricht sich für ein generelles Verbot der sogenannten OMCG's Outlaw Motorcycle Gang aus.
Der BDK kritisierte massiv das Urteil des BGH (2 StR 375/11, vom 3. November 2011), mit dem ein Rocker, der durch Schüsse durch eine geschlossene Haustür einen Polizeibeamten des SEK in Rheinland-Pfalz tödlich verletzt hatte, aufgrund zugestandener Notwehr freigesprochen wurde.

### Privater Waffenbesitz
Der BDK engagierte sich unter Jansen gegen den privaten Waffenbesitz. Bei Diskussionen um das Waffenrecht trat er der Waffenlobby entgegen und kämpfte in Verbindung mit dem Aktionsbündnis Winnenden für stärkere Waffenrechtsverschärfungen. Nach dem Amoklauf von Lörrach forderte der BDK durch seinen stellvertretenden Verbandsvorsitzenden Bernd Carstensen, als Etappenziel zum Verbot von Großkaliberpistolen, die Lagerung von Patronenmunition in Privatwohnungen zu verbieten. Unterstützung fand der BDK in den Reihen der SPD, insbesondere durch Katrin Altpeter, sowie in der zentralen Parteipolitik der Linken und Grünen.
Mit dieser Meinung stand der BDK in direktem Gegensatz zu den beiden größeren Polizeigewerkschaften GdP und DPolG. Beide Gewerkschaften lehnen aus Sicherheitsgründen zentrale Waffenlager ab. Sie plädieren für mehr Waffenkontrollen in den Privathaushalten und ein besseres Amoktraining der Polizisten. DPolG und GdP lehnen auch weitere Waffenrechtsverschärfungen ab.

### Telekommunikation und Neue Medien
Der BDK fordert bessere Einwirkungsmöglichkeiten staatlicher Organe auf das Internet. Er begründet dies vor allem mit Pädophilie und Internetkriminalität. Klaus Jansen schrieb dem Internet in der Vergangenheit die Zerstörungskraft von Atomwaffen zu und bezeichnete es 2010 als größten Tatort der Welt.
Aus Sicht des BDK soll das Bundeskanzleramt die Möglichkeit erhalten, in Krisen Deutschland ganz oder teilweise vom Internet zu trennen. Diese Forderung wurde von Teilen der Politik und der Medien scharf kritisiert. Eine Sprecherin des Chaos Computer Club bezeichnete den Vorschlag eines „Resetknopfes für das Internet“ unter anderem als „eine lächerliche Schnapsidee“ und wies darauf hin, dass mit einem entsprechenden Schritt die Wirtschaft generell ausgeschaltet und die Bevölkerung vom Informationsfluss abgeschnitten würde.
Der amtierende Bundesvorsitzende André Schulz äußerte sich bisher größtenteils liberaler zum Thema Telekommunikation und Internet als sein Vorgänger, so distanzierte er sich auch von der Forderung nach einem „Reset-Knopf“ fürs Internet.
Schulz forderte mehrfach die unverzügliche Wiedereinführung der Verkehrsdatenspeicherung (Vorratsdatenspeicherung) als wichtigen Baustein für die Kriminalitätsbekämpfung, stellte sich aber z. B. deutlich gegen das geplante ACTA-Abkommen. Dieses sei intransparent entstanden, handwerklich schlecht gemacht und in vielen Punkten nicht konkret genug. Das angestrebte Ziel stehe dadurch im Missverhältnis zu durchaus bestehender Gefahr drohender unverhältnismäßiger Grundrechtseinschränkungen. Bis zu einer umfassenden Klärung der Rechtslage müsse man ACTA somit ablehnen.
Ebenso sprach er sich gegen eine Meldepflicht für Cyber-Attacken aus, die von dem damaligen Bundesinnenminister Hans-Peter Friedrich gefordert wurde. Es sei kein Geheimnis, dass Unternehmen mehr und mehr dazu übergehen, im Schadensfall ihre Interessen von ihren Compliance-Abteilungen und privaten Sicherheitsunternehmen vertreten zu lassen und Straftaten nicht bei der Polizei anzuzeigen. Viele Unternehmen bezweifeln zudem mittlerweile die Leistungsfähigkeit von Polizei und Justiz in diesem Bereich. Diese Befürchtungen seien auch durchaus nicht unberechtigt, so Schulz. Unter anderem sei die beginnende vertrauensvolle Zusammenarbeit von Ermittlungsbehörden und Wirtschaftsunternehmen zu forcieren. Die auf Freiwilligkeit und Vertrauen basierende Allianz für Cybersicherheit sei weiter auszubauen.
Der BDK forderte in einem 15-Punkte-Programm zu Internet und Neuen Medien, neben der Verbesserungen in der Ausstattung der Beamten, bei Fällen, wo eine sichere Erledigung von Rechtsgeschäften gewährleistet werden muss, eine Pflicht zur eindeutigen Identifikation von Internet-Nutzern.
Der BDK fordert weiterhin „gesetzliche Befugnisse für offene und verdeckte Ermittlungen im Internet, speziell in sozialen Netzwerken wie Facebook, SchülerVZ oder Twitter“. Im Rahmen der Diskussion um polizeiliche Fahndungen bei Facebook äußerte Schulz, dass diese im strengen Rahmen der gesetzlichen Voraussetzungen erfolgen und aufgrund der weiter steigenden Verbreitung des Internets und der damit zu erwartenden Fahndungserfolge auch durchgeführt werden sollten. Bei Personenfahndungen aber nur als ultima ratio unter besonderer Abwägung der Verhältnismäßigkeit und der gewissenhaften Prüfung jedes Einzelfalles.

### Direkteinstieg zur Kriminalpolizei und Studiengang „Kriminalistik“ an der Deutschen Hochschule der Polizei
Außer der Forderung des Direkteinstieges bei den Kriminalpolizeien der Länder und der Entwicklung eines Berufsbildes „Kriminalpolizei“ fordert der BDK die Einführung des Studienganges Kriminalwissenschaften mit Schwerpunkt Kriminalistik an der Deutschen Hochschule der Polizei (DHPol) in Münster, wo gezielt die Führung der Kriminalpolizei für die Führung der Kriminalpolizei fortgebildet werden muss, sowie die verstärkte Einstellung von externen Experten.
Der BDK kritisierte mehrfach, dass die meisten Kriminalpolizeien in den Ländern hoffnungslos überaltert seien. Damit drohe, dass der Fachverstand in kürzester Zeit verschwinden werde. An der Frage, ob der Öffentliche Dienst in der Lage sein wird, sich im Wettstreit mit der Privatwirtschaft um die jungen klugen Köpfe durchzusetzen – also genau dem Personal, das für die Entwicklung einer modernen Kriminalpolizei unverzichtbar ist – werde sich entscheiden, wie sicher Deutschland in der Zukunft sein wird und ob die Balance zwischen Wehrhaftigkeit und demokratischem Rechtsstaat gelingen wird. Für die Qualität der Kriminalpolizei der Zukunft werde die Mischung aus kriminalistischem Know-how, praktischer Erfahrung und akademischen, u. a. kriminalwissenschaftlichem Wissen entscheidend sein.
Der BDK erklärte wiederholt, dass junge Menschen heute sehr genau entscheiden würden, ob sie zur Schutz- oder zur Kriminalpolizei gehen. Für viele ist nur die Verwendung bei der Schutzpolizei attraktiv, für andere nur die bei der Kriminalpolizei. Den Einheitspolizisten könne sich Deutschland heutzutage bei der Komplexität der Kriminalitätsbekämpfung nicht mehr erlauben. Der Polizei würden viele junge Menschen verloren gehen, die eben nicht eine jahrelange Verwendung bei der Bereitschaftspolizei oder im Streifendienst anstreben und dann mit der ungewissen Berufsperspektive, ob sie irgendwann mal zur Kripo kommen werden, leben wollen – und umgekehrt. Dieser Personenkreis verzichte dann lieber auf eine Bewerbung, obwohl sie eine Bereicherung für die gesamte Polizei darstellen würde. Ideologische Betrachtungen seien hier fehl am Platze. Es gehe um eine bestmögliche Ausbildung, sowohl für Schutz- als auch für Kriminalpolizisten.
Außer der Möglichkeit, den Beruf des Kriminalisten direkt ergreifen zu können, fordert der BDK auch weiterhin die Wechselmöglichkeit aus der Schutzpolizei als sog. Aufsteiger aus dem mittleren Dienst mit anschließendem Kripo-Hochschulstudium und auch für bereits Angehörige des gehobenen Dienstes nach einer entsprechend intensiven kriminalistisch-kriminologischen Fortbildung müsse ein Wechsel möglich sein.

### Clankriminalität
Im April 2019 beschloss der BDK-Bundesvorstand ein umfassendes Positionspapier zur Bekämpfung der Clankriminalität in Deutschland. Neben einer Definition des Phänomens und einer Betrachtung der aktuellen kriminalpolizeilichen Lage enthält das Positionspapier in 24 Abschnitten Vorschläge zur Prävention und Repression.

## Kritik
Der Bund Deutscher Kriminalbeamter steht in der Kritik, Aufmerksamkeit über Verbrechen oder deren Gerichtsverfahren zu nutzen, um mehr Überwachungsmöglichkeiten für die Polizei zu fordern. Dabei setze er Datenschutz mit Täterschutz gleich. Zahlreiche seiner Forderungen würden dabei in die informationelle Selbstbestimmung der Bürger eingreifen.

## Mitgliedschaften
Der Bund ist Mitglied im Netzwerk Europäische Bewegung Deutschland, im Deutschen Forum für Kriminalprävention sowie im Europäischen Rat der Polizei-Gewerkschaften CESP.
Der Bund Deutscher Kriminalbeamter ist Partner in der Allianz für Cyber-Sicherheit des Bundesamtes für Sicherheit in der Informationstechnik sowie im Projekt White IT und unterstützt im Rahmen seiner Verbandstätigkeit auch andere Initiativen, Aktionen und Einrichtungen, wie den Arbeitskreis Kinderrechte der Giordano-Bruno-Stiftung, der Task Force für effektive Prävention von Genitalverstümmelung und dem Violence Prevention Network.

## Verleihungen
Seit 1975 vergibt der BDK an Personen des öffentlichen Lebens, die sich in besonderer und oft in ganz unterschiedlicher Weise um die Innere Sicherheit verdient gemacht haben, die Auszeichnung Bul le Mérite.
In Schleswig-Holstein wird des Weiteren jährlich am Aschermittwoch humorvoll die Nick-Knatterton-Ehrenmütze verliehen.

## Andere Polizeigewerkschaften
Neben dem Bund Deutscher Kriminalbeamter gibt es die Gewerkschaft der Polizei (GdP) als Gewerkschaft im Deutschen Gewerkschaftsbund (DGB) sowie die Deutsche Polizeigewerkschaft (DPolG) im Deutschen Beamtenbund (dbb).
Die Bundesarbeitsgemeinschaft kritischer Polizistinnen und Polizisten versteht sich als inhaltliche Alternative zu den gewerkschaftlichen Berufsverbänden der Polizei mit besonderem Augenmerk auf bürgerrechtliche Themen.